# Wan Muhammad Fazri
Wan Muhammad Fazri (* 4. Januar 2001) ist ein malaysischer Mittelstreckenläufer, der sich auf den 800-Meter-Lauf spezialisiert hat.

## Sportliche Laufbahn
Erste internationale Erfahrungen sammelte Wan Muhammad Fazri im Jahr 2023, als er bei den Südostasienspielen in Phnom Penh in 1:53,86 min die Bronzemedaille über 800 Meter hinter dem Kambodschaner Chhun Bunthorn und Lương Đức Phước aus Vietnam gewann. Anschließend schied er bei den Asienmeisterschaften in Bangkok mit 1:50,94 min im Vorlauf aus, wie auch bei den World University Games in Chengdu mit 1:51,80 min. 2025 verpasste er bei den Asienmeisterschaften in Gumi mit 1:47,64 min den Finaleinzug. Anschließend schied er bei den World University Games in Bochum mit 1:49,87 min im Halbfinale aus.
In den Jahren 2021 und 2024 wurde Fazri malaysischer Meister im 800-Meter-Lauf.

## Persönliche Bestleistungen
- 800 Meter: 1:47,64 min, 30. Mai 2025 in Gumi